# گرتنا (نبراسکا)
گرتنا(به انگلیسی: Gretna) شهری در ایالت نبراسکا کشور ایالات متحده آمریکا است که جمعیت آن در سرشماری سال ۲۰۱۰ میلادی، ۴٬۴۴۱ نفر بوده‌است.